# Schizosmittina vitrea
Schizosmittina vitrea är en mossdjursart som först beskrevs av William MacGillivray 1879.  Schizosmittina vitrea ingår i släktet Schizosmittina och familjen Bitectiporidae. Inga underarter finns listade i Catalogue of Life.